# Antoni Ślusarczyk
Antoni Jakub Ślusarczyk (ur. 9 stycznia 1928 w Śmieszkowie, zm. 4 grudnia 2015 w Pile) – polski działacz partyjny i państwowy, były przewodniczący Prezydium Powiatowej Rady Narodowej w Ostrzeszowie oraz I sekretarz KP PZPR w Krotoszynie, w latach 1975–1976 wicewojewoda pilski.

## Życiorys
Syn Piotra i Wiktorii. Od 1955 do 1957 był szefem powiatowego Komitetu Frontu Jedności Narodu (Komitetu Frontu Narodowego); działał też w Towarzystwie Przyjaciół Dzieci (od 1961 do 1962 prezes w powiecie). W 1957 wstąpił do Polskiej Zjednoczonej Partii Robotniczej. W latach 1958–1961 radny i sekretarz Powiatowej Rady Narodowej w Czarnkowie, następnie do 1962 był sekretarzem PRN w Jarocinie. W latach 1962–1972 przewodniczył Prezydium Powiatowej Rady Narodowej w Ostrzeszowie, a w latach 1972–1975 pozostawał I sekretarzem Komitetu Powiatowego PZPR w Krotoszynie. Od 1975 do 1976 pełnił funkcję wicewojewody pilskiego.
Pochowany na cmentarzu komunalnym w Pile (4/A/20/3).